# Torre Llupiana
La Torre Llupiana és una masia de Campllong (Gironès) declarada bé cultural d'interès nacional.

## Descripció
És un casal fortificat de planta quadrangular i coberta a quatre vessants amb un pati central descobert. Al costat sud, on està situada la façana principal amb el portal, li fou afegit un cos amb dos columnes amb capitell esglaonat, paral·lel a la façana, cobert a una vessant i que forma a la planta baixa un porxo cobert amb un embigat pla i al primer pis una terrassa coberta.

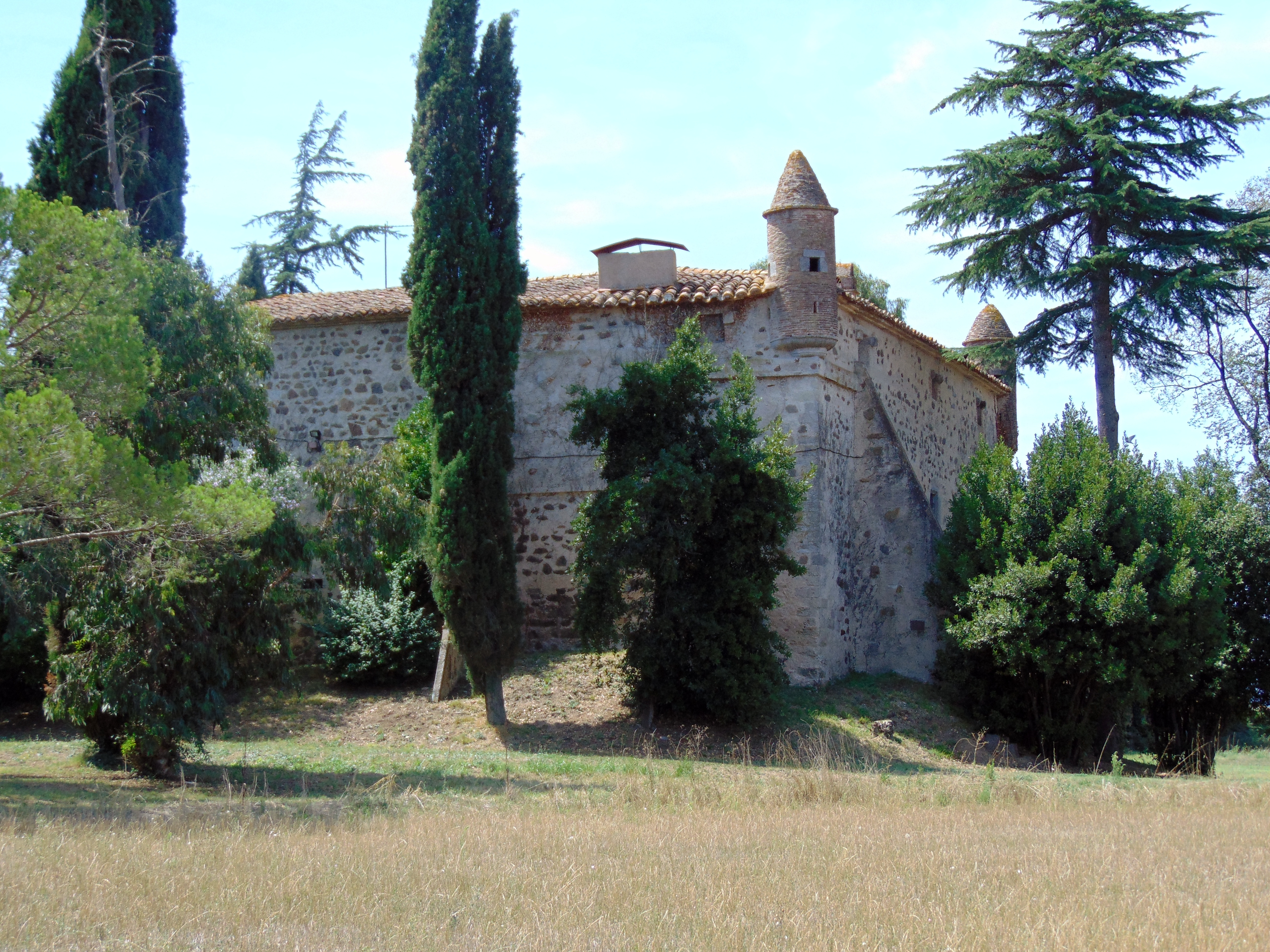

Les obertures que donen a la terrassa són una porta allindada, una d'arc doble polilobulat i una finestra polilobulada. A la planta baixa hi ha el portal de mig punt amb grans dovelles que té, a un dels costats, a la paret que fa angle, una espitllera. A l'altre costat del portal, a uns dos metres, hi ha una altra espitllera per a armes de foc i, més avall, una finestra apaïsada. Un cop passada la porta i un rebedor arribem al pati des del qual es veuen dos pisos, té quatre portes allindanades a la planta baixa, quatre finestres dovellades allindanades al primer pis i tres al segon. Les finestres tenen motllures a banda i banda de la part inferior, imitant la base d'una columneta inexistent. Una de les finestres té a la llinda un escut, partit i truncat de 2, que representa dos monts floronats, dos castells i dos creus gregues.
Al costat est hi ha tres finestres de mantellet tapiades, que també es repeteixen als costats nord i oest. A l'est, gairebé a la cantonada amb el nord hi ha una mènsula, i a la cantonada hi ha una garita amb la base de pedra motllurada, el cos cilíndric de maó amb espitlleres i finestres dovellades i coberta cònica que sobresurt de la coberta de la casa. El mateix tipus de garita es repeteix a l'angle nord-oest. Al costat nord hi ha un contrafort i tres finestres amb llinda. Al costat oest hi ha moltes finestres allindanades de les que destaca una d'arc conopial i ampit motllurat i un altre contrafort. L'aparell constructiu és de pedra molt arrebossada, als angles, però, es veuen els blocs rectangulars de pedra ben tallada.

## Història

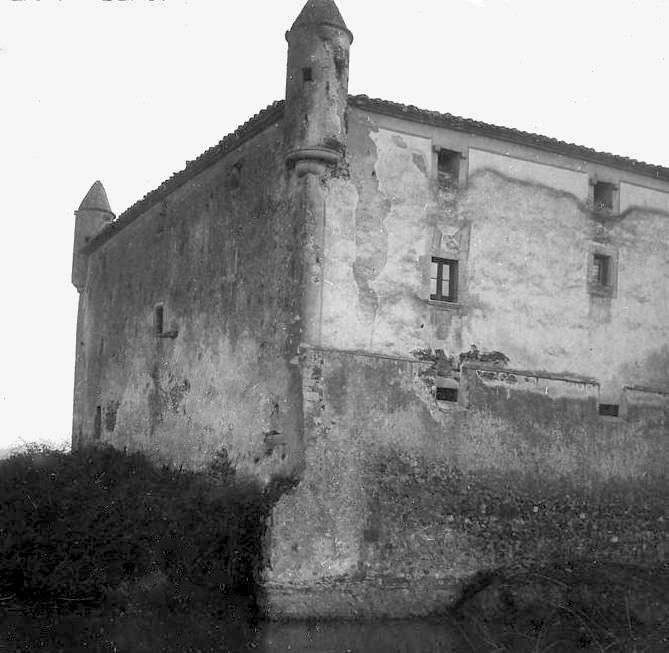
Any 1924

Al 1498 s'esmenta documentalment una Torra de Campllonch, que podria tractar-se de Torre Llupiana. Els LLupià és un destacat llinatge rossellonès que es remunta al segle xi. Es té constància documental per primera vegada de la família LLupià a Campllong al segle xvi. Lluís de Llupià i Destoll, donzell de Campllonch, morí a Girona el 10 de desembre de 1585. L'escut que es conserva a la façana és l'emblema de la família.